# Franz Joseph von Wiser

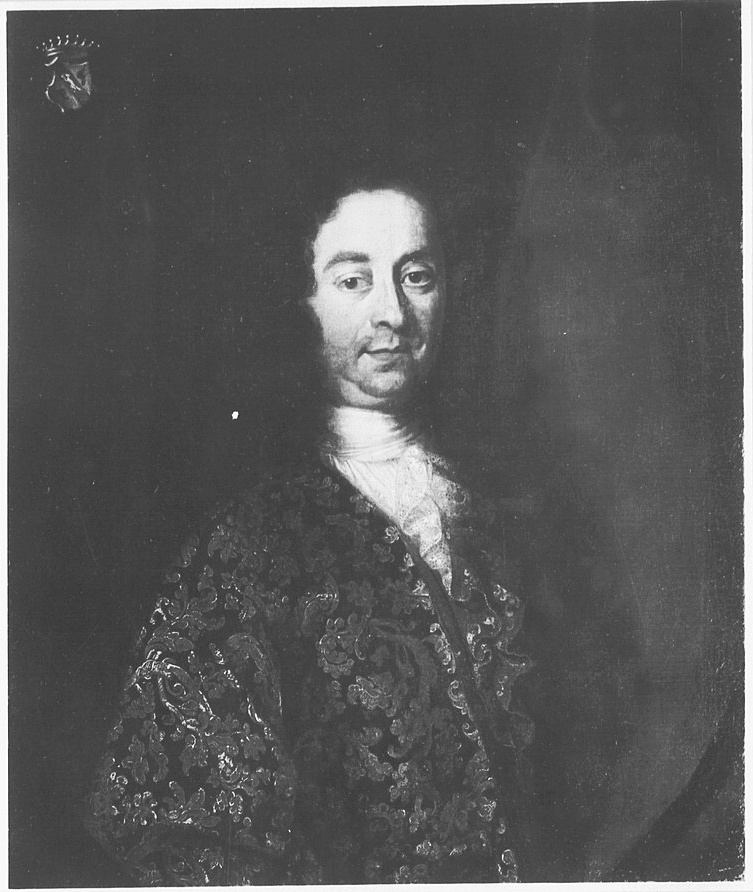
Franz Joseph von Wiser

Franz Joseph von Wiser, öfter auch von Wieser (* 3. April 1679; † 25. August 1755) war ein Reichsgraf und hoher kurpfälzischer Beamter, sowie Ortsherr in Siegelsbach und Friedelsheim.

## Leben und Wirken

### Herkunft und Familie
Ferdinand Andreas von Wiser entstammte dem ursprünglich protestantischen, niederösterreichischen Adelsgeschlecht der Grafen von Wiser, das ab dem 17. Jahrhundert im Dienste des Wittelsbacher Familienzweiges Pfalz-Neuburg stand, der wieder zum katholischen Glauben zurückgekehrt war und 1685 die Herrschaft in der Kurpfalz übernahm. Infolge dieser Ereignisse konvertierte auch das Adelsgeschlecht derer von Wiser zur Katholischen Kirche.
Franz Joseph war der Sohn des 1702 in den Reichsgrafenstand erhobenen, pfalz-neuburgischen Geheimrats-Präsidenten und späteren kurpfälzischen Hofkanzlers Franz Melchior von Wiser (1651–1702) und dessen Gattin Maria Walburga von Gradeneck. Die Familie kam erst mit der Regierungsübernahme der Pfalz-Neuburger Wittelsbacher in die Kurpfalz und ließ sich später dauerhaft hier nieder. Der Vater Franz Melchior von Wiser (1651–1702) war der einflussreichste Berater von Kurfürst Johann Wilhelm in allen Fragen der kurpfälzischen Innen- und Außenpolitik.
Ferdinand Andreas von Wiser (1677–1751), der älteste Sohn der Eltern gründete die Familienlinie Wiser-Leutershausen (auch Weiß-Wiser).

### Landesherr und Beamter

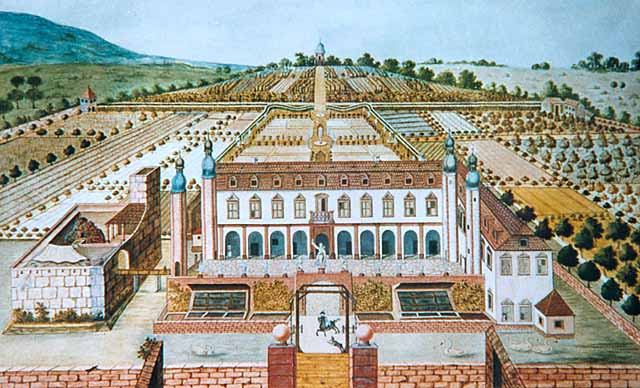
Das von Franz Joseph von Wiser neu erbaute Schloss Friedelsheim

Franz Joseph war der jüngere Sohn der Eltern und begründete den Familienzweig Wiser-Siegelsbach (auch Schwarz-Wiser).
Aus dem Erbe des 1702 verstorbenen Vaters erhielt Franz Joseph von Wiser, nach der Erbteilung von 1709, die Herrschaften Siegelsbach und Friedelsheim sowie Teile von Ober- und Untergimpern. Er ließ aus jeweiligen Vorgängergebäuden, Schloss Siegelsbach und Schloss Friedelsheim erbauen. An beiden Herrschaftssitzen residierte er abwechselnd. Als Landesherr bemühte er sich nachhaltig um die Wiederherstellung der katholischen Religion, was in den überwiegend protestantischen Gebieten zu heftigen Verwicklungen und Streitereien führte.
Zwischen 1703 und 1710 fungierte der Graf als kurpfälzischer Hofvizekanzler, womit ihm die Hofkanzlei unterstand, überdies war er Geheimrat und Burggraf von Heidelberg. Als Nachfolger seines Bruders Ferdinand Andreas bekleidete Franz Joseph von Wiser zwischen 1703 und 1721 die Stelle eines Oberamtmannes bzw. Vizedoms von Kaiserslautern, 1721 bis 1743 von Neustadt an der Weinstraße und 1743 bis zu seinem Tode von Heidelberg.

### Heirat und Nachkommen
Am 17. Juli 1709 heiratete der Graf und Landesherr Anna Lucia von Alten († 1726). Sie hatten mehrere Kinder, u. a.: * Friedrich Joseph von Wiser (1714–1775), Herr von Siegelsbach ⚭ Johanna Agathe von Schweitzer (1734–1807). Ihre Tochter Sophie Aloysia Agathe wurde die Gattin des bayerischen Feldmarschalls Carl Philipp Joseph von Wrede.
- Carl Joseph († 1770), Herr von Friedelsheim ⚭ Elisabeth Dorothea von Degenfeld-Schomberg (1718–1771). Sie wurden regional bekannt, durch ihre Flucht und Liebesheirat gegen den Willen der Brauteltern.[6]
- Maria Luise (1710–1773) ⚭ mit Graf Georg Ernst Ludwig von Leiningen-Westerburg (1718–1765),[7] Sohn des Grafen Georg II. Karl Ludwig von Leiningen-Westerburg (1666–1726) und Großonkel des Feldmarschallleutnants August Georg zu Leiningen-Westerburg-Neuleiningen (1770–1849)[8]
- Luise Polyxena Maria Anna (1711–1786) ⚭ mit Bernhard Alexander von Limburg-Styrum (1698–1758), Sohn des Moritz Hermann von Limburg-Styrum

### Tod
Franz Joseph von Wiser starb 1755 und man begrub ihn in der Karmeliter-Kirche Heidelberg, wo auch schon seine Frau ruhte. Die Kirche wurde 1803 säkularisiert und die dort bestatteten Toten bettete man in den Klostergarten um. Ein Marmormonument der Eheleute, das vermutlich aus der abgerissenen Karmeliterkirche stammt, steht heute auf dem Gelände von Schloss Wiser zu Leutershausen an der Bergstraße. In dem Sammelwerk Thesaurus Palatinus des Johann Franz Capellini von Wickenburg sind ihre Grabinschriften festgehalten. Laut dieser Grabinschrift war Graf von Wiser auch Ritter des St.-Stephans-Ordens, der höchsten Auszeichnung des Großherzogtums Toskana.